# Eassie Sculptured Stone

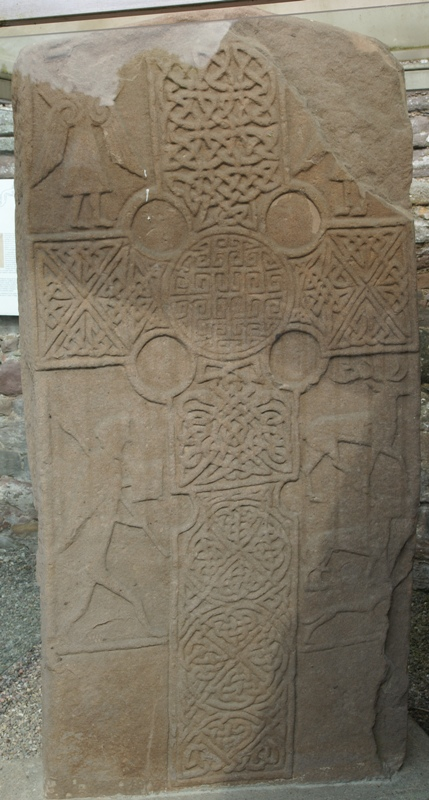
Eassie Sculptured Stone.

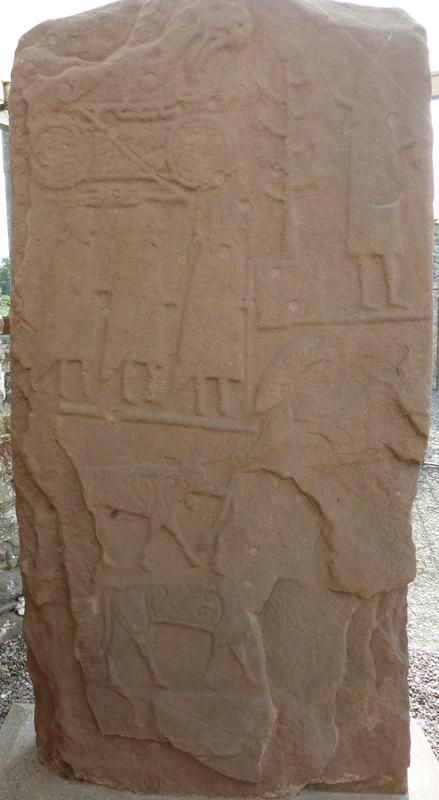
Achterzijde met rechtsboven een staande figuur naast een plant in een pot.

De Eassie Sculptured Stone is een Pictische steen, stammende uit de achtste of negende eeuw. De steen staat in de ruïne van de dorpskerk in Eassie, 3,5 kilometer ten westen van Glamis in de Schotse regio Angus.

## Locatie
De Eassie Sculptured Stone werd rond 1786 door dominee Cordiner gevonden in een stroombedding nabij de dorpskerk van Eassie. In 1842 werd de steen nabij de in 1835 verlaten dorpskerk opgesteld.
In 1969 was de steen in een vitrine in de zuidoostelijke hoek van de dorpskerkruïne geplaatst.

## Beschrijving
De Eassie Sculptured Stone is een klasse II Pictische steen, gemaakt van rode zandsteen.
De steen is 2 meter hoog, 1 meter breed en 0,23 meter dik.
De voorzijde heeft een afbeelding van een kruis met linksboven een engel. De figuur rechtsboven is beschadigd, maar lijkt ook een engelenfiguur te zijn geweest. Links naast de schacht van het kruis staat een naar rechts lopende krijger met mantel, schild en speer afgebeeld. Op dezelfde hoogte zijn rechts van de schacht van het kruis een naar rechts lopend hert, een naar rechts lopende hond en een naar rechts rennend dier onder elkaar afgebeeld. Dit wordt ook wel beschreven als een jachtscène.
Bovenaan de achterzijde staat het pictische symbool van de zwemmende olifant, ook wel het pictische beest genoemd, afgebeeld met eronder dubbele schijf met Z-staaf. Hier weer onder staan drie naar rechts kijkende figuren afgebeeld, wellicht krijgers met schild en speer. Rechts van de beschreven taferelen staat een boom/plant in een soort van rechthoekige pot afgebeeld met rechts ervan een naar rechts kijkende figuur.
Onder de drie figuren staan boven elkaar drie naar rechts lopende koeien afgebeeld en zijn de restanten zichtbaar van de pictische symbolen van een hoefijzer en een pictisch beest.

## Beheer
De Eassie Sculptured Stone wordt beheerd door Historic Scotland.